# Exotoxin
Exotoxiner är en grupp lösliga proteiner som utsöndras av olika mikroorganismer, t.ex. bakterier, svampar och alveolater. Exotoxiner är toxiska och verkar genom att förstöra cellmembran eller hindra målcellens normala metabolism. Det finns en mängd olika exotoxiner som delas in efter den påverkan de har på värdens celler. Bakteriella exotoxin kan utsöndras från både grampositiva och gramnegativa bakterier.
Kroppen skyddar sig mot exotoxiner med hjälp av antikroppar som binder till toxinet och neutraliserar det. Antikroppar som är specialiserade på bekämpning av toxiner kallas antitoxiner.

## Mekanismer, grupperingar, hur de fungerar
En bakteries utsöndring av exotoxiner kan, genom dessas patogena egenskaper, förstöra värdcellen eller påverka dess metabolism, vilket ofta medför en effekt på hela individen. Därigenom kan bakteriernas överlevnads- och förökningspotential öka. Termen toxiner beskrivs som substanser, där exotoxiner till största del består av lösliga proteiner, som utsöndras av mikroorganismer till dess nära omgivning och som även vid mycket låga koncentrationer kan vara dödliga för celler eller påverka cellfunktionen negativt. 
Exotoxiner brukar delas in i tre grupper:
- Cytotoxiner, har en generell påverkan eller avdödande effekt på värdceller
- Neurotoxiner, stör nervcellers funktion
- Enterotoxiner,  har en negativ effekt på mag-tarmkanalens celler

Det finns cirka 240 kända bakterieexotoxiner, vilka har anmärkningsvärda likheter i struktur och verkningsmekanismer. En specifik bakterie kan producera ett eller flera exotoxiner med varierad styrka och där neurotoxiner har kraftigast effekt på oss människor. Reaktioner och påverkan kan också variera beroende på vilken värd som angrips.  
I vissa fall består exotoxiner av två subenheter A och B, där A står för den del som är aktiv och B för den del som binder till en receptor.

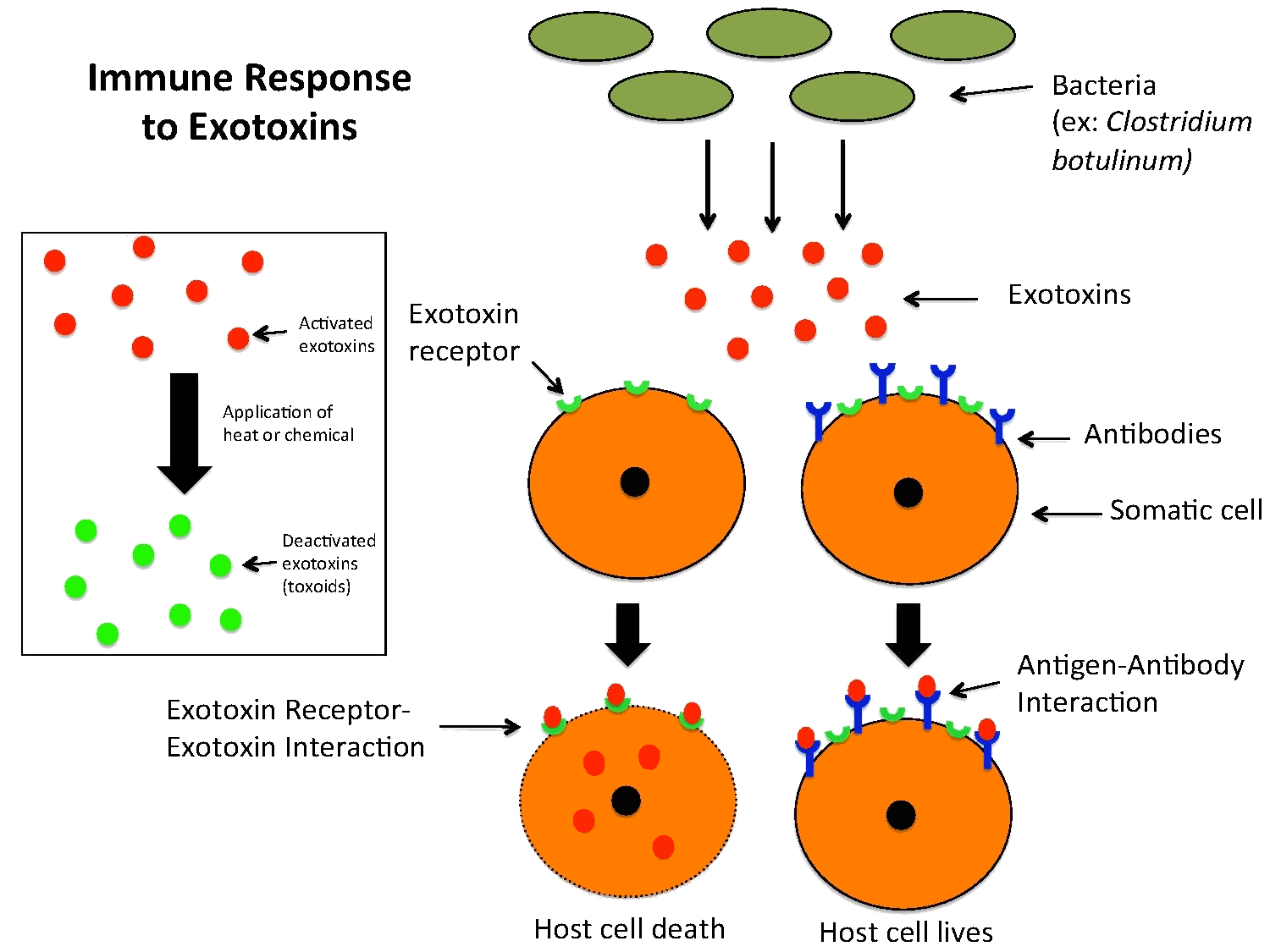
Illustration över immunrespons mot exotoxin

## Exempel på vanliga patogener som utsöndrar exotoxiner

### Bakterier

#### Staphylococcus aureus
Finns på vår hud och är en del av människors normala mikrobiom. Bakterien kan dock även orsaka allvarlig sjukdom. Arten är virulent och orsakar olika symtom och sjukdomstillstånd beroende på var i kroppen den får fäste. 
S. aureus producerar cytolytiska toxiner som förstör membran för olika celler, bl.a. leukocyter vilket påverkar värdens immunförsvar. 
Exfoliativa toxiner är en typ av toxin som utsöndras av stafylokockbakterier i huden. Toxinet bryter ned desmosomer (proteinkopplingar mellan celler) i epitelceller, vilket gör att cellerna i huden inte kan hålla samman och personen tappar hud. Tillståndet brukar börja vid mun eller näsa och sprida sig över kroppen med stora, vätskefyllda blåsor till följd. Efter ett par dagar kan huden se skållad ut då det yttre hudlagret lossnar. Skadorna på huden kan ge sekundära bakterieinfektioner. 
Superantigener är en familj av icke-glykosylerade exoproteiner med låg molekylvikt. De utsöndras av humana patogena S.aureus och grupp A streptokocker. Superantigener är motståndskraftiga mot värme - de flesta förblir biologiskt aktiva trots att de kokar i 1 timme. De har även stor resistens mot proteolys, syror och uttorkning. Superantigenernas miljöstabilitet och biologiska toxicitet gör att vissa kategoriseras som medel för bioterrorism.
Superantigener interagerar med immunsystemet på ett icke-konventionellt sätt och kan utlösa sjukdomar som toxisk chock, autoimmunitet och matförgiftning. Att förstå de biologiska och immunologiska effekterna av superantigener har bidragit till kartläggning av patogeneser av ett antal sjukdomar kopplade till mikrobiella infektioner och på så sätt öppnat upp för effektiva behandlingsstrategier. Genom att studera samverkan mellan superantigener och celler i immunsystemet har olika aspekter av immunreglering och signaltransduktion via T-cellreceptorn (TCR) och MHC-klass II-molekyler belysts. Vissa egenskaper hos superantigener har även kunnat användas inom cancerterapi. Studier av superantigener har bidragit till vår kunskap om immunförsvaret och vår förståelse av patogenesen hos många mänskliga sjukdomar.
Ytterligare ett toxin orsakar toxiskt chocksyndrom. Då har stafylokocker kommit ut i blodet och deras toxin orsakar kräkningar, feber, röda utslag, lågt blodtryck och att hud lossnar. Till följd av det låga blodtrycket kan tillståndet vara dödligt. 
Enterotoxiner orsakar matförgiftning med illamående, kraftiga kräkningar, diarré och magkramper.

#### Escherichia coli
Utsöndrar en typ av enterotoxiner. Symtomen är kramper, illamående, kräkningar och kraftiga diarréer. Sjukdomen är vanligt förekommande i en del utvecklingsländer. Den orsakar pediatrisk diarré som i vissa länder utgör upp till en tredjedel av de totala fallen av livshotande sjukdomar för barn.

#### Salmonella enterica
S. enterica och dess underklasser producerar olika typer av exotoxin. Bland annat cytolethal distending toxin (CDT). S. enterica kan bland annat orsaka feber, huvudvärk, magkramper, kräkningar och diarré när du utsätts för stora doser. Mindre doser ger många gånger inga symtom hos människor med friska immunförsvar.

#### Clostridium botulinum
Är en anaerob, grampositiv bakterie som utsöndrar botulinumtoxin (en typ av neurotoxin). Forskare tror att botulinumtoxin kan vara ett av världens dödligaste toxiner då ett kilo kan vara tillräckligt för att döda alla människor på jorden. Botulinumtoxiner tar sig uttryck inom tre olika områden; i mat, inom pediatriken och i sår. Samtliga är ovanliga. 
Vad gäller mat kan det förekomma i hemmagjorda konserver och i konserverad fisk. Symtom är först yrsel, suddig syn, förstoppning, magsmärtor och muntorrhet. Därefter följer en förlamning som kan påverka diafragman. I de fall med dödlig utgång kvävs personen då muskler som sköter respirationen påverkas. 
Inom pediatriken kan C. botulinum infektera nyföddas mag-tarmkanal eftersom de saknar fördelaktiga bakterier i tarmen. Symtomen är diffusa som förstoppning, gråt och utebliven viktuppgång. Allvarliga symtom som förlamning och död är dock mycket sällsynta. 
Vid sårbotulism överensstämmer symtomen på många sätt med matburen botulism förutom att mag-tarmkanalen inte är påverkad.

### Svamp

#### Candida
Candida är den svamp som orsakar flest svampinfektioner hos kvinnor. Candida albicans som normalt ingår i det mänskliga mikrobiomet kan övergå och utlösa infektioner i slemhinnor där peptidtoxinet Candidalysin utsöndras. Detta kan snabbt skada celler, membran och aktivera eller modifiera immunförsvaret. Candidalysin är det första peptidtoxinet som isolerats från en mänsklig svamppatogen.  Svampen kan smitta mellan individer och kan då infektera nästan alla vävnader i de olika kroppssystemen och resultera i ett brett utbud av symtom. För kvinnor är det vanligt med Candidainfektion i vaginan som kan ses som vita plack och den infekterade vävnaden kliar och ger en brännande känsla.

### Alveolater

#### Dinoflagellater
kan producera neurotoxiner som angriper vårt nervsystem. Vi kan utsättas för toxinet när vi äter skaldjur som levt på plankton bestående av dinoflagellater och på så sätt koncentrerat deras gift. Det finns påståenden att vissa typer av toxiner från dinoflagellater är så starka att endast hantering av infekterad fisk kan ge förvirring, huvudvärk, andningssvårigheter, muskelkramper, kräkningar och minnesförlust.

## Exotoxiner inom läkemedel

### Vaccin
Exotoxiner har antigena egenskaper och har därför använts vid framställning av bland annat DPT-vaccinet mot kikhosta, stelkramp och difteri. Detta kan göras från odlade bakterier där det renade exotoxinerna inaktiveras med t.ex. formaldehyd. 

### Cancerbehandling
Genom att en antikropp eller receptor binds in till exotoxinet kan det styras till specifika målceller. Detta talar för en mer selektiv behandling än strålning och kemoterapi där även normala celler avdödas och bidrar till en för patienten ansträngande behandling. En utmaning är immunsvaret mot toxinkomponenten i immunotoxinet vilket begränsar antalet behandlingar som kan ges. 

## Skillnader från endotoxiner
Till skillnad från endotoxin, (även kallat lipid A), som frisätts från en död eller döende gramnegativ bakterie så frisätts exotoxin från levande patogena mikroorganismer. Exotoxiner kan framkalla allvarligare sjukdom än endotoxiner men endotoxiner kan leda till ett stort svar från immunförsvaret.